# Test del sudor
El test del sudor es un procedimiento que se emplea en medicina con la finalidad de diagnosticar la fibrosis quística, enfermedad de origen genético que tiene importantes consecuencias para la salud. Los pacientes que sufren esta afección presentan una concentración de cloruro sódico en el sudor más alta que las personas sanas, basándose en este hecho, se realiza la prueba con la intención de demostrar la existencia de la enfermedad en aquellos pacientes que presentan síntomas sugestivos, generalmente niños con infecciones respiratorias repetidas o signos de malnutrición.

## Realización del test
Consta de 3 fases: Estimulación mediante iontoforesis y el empleo de pilocarpina, recogida del sudor y análisis. En el análisis se mide la concentración de cloruro en el sudor.

## Resultados
Se pueden obtener los siguientes resultados:
- Menos de 30 mEq de cloruro por litro, el resultado es negativo, no existe enfermedad.
- Entre 30 y 60 mEq de cloruro por litro, resultado dudoso.
- Más de 60 mEq de cloruro por litro, resultado positivo, existe fibrosis quística.

| Cloro                  | Significado    |
| <30 mEq/l              | Test negativo. |
| >30 mEq/l y < 60 mEq/l | Test dudoso.   |
| >60 mEq/l              | Test positivo. |